# Скот Линч
Скот Линч (енгл. Scott Lynch; Сент Пол, 2. април 1978) је амерички писац епске фантастике најпознатији по свом серијалу о Господственим нитковима чији је главни лик лопов по имену Лок Ламора. Планирано је седам романа, за сада су објављена три, у Србији овај серијал преводе Никола Пајванчић и Невена Андрић за Лагуну. Ожењен је књижевницом фантастике Елизабет Бер.

## Дела
Серијал Господствени ниткови
- Лажи Лока Ламоре (Лагуна, 2010)
- Црвено море под црвеним небом (Лагуна, 2011)
- Република лопова (Лагуна, 2015)[5]